# Henry Petyr
Henry Petyr, noto anche come Henry Petre o Henry Peter, (1470 circa – dopo il 1516), è stato un compositore inglese.

## Biografia
Divenne baccelliere in musica all'Università di Oxford nel 1516, dopo una carriera musicale di circa trent'anni.
Compose una Messa senza Kyrie, pervenutaci perché inclusa nel manoscritto Ritson, che presenta opere di autori diversi e fu compilato in un lungo periodo che va da poco dopo la metà del XV secolo fino al 1510.